# یاپار-یانبکوو
یاپار-یانبکوو (انگلیسی: Yapar-Yanbekovo) یک شهرک در شهرستان داولکانوفسکی در استان باشقیرستان کشور روسیه است.